# Giornata nazionale della memoria e dell'impegno in ricordo delle vittime delle mafie
La Giornata della memoria e dell’impegno in ricordo delle vittime innocenti delle mafie è una ricorrenza annuale di sensibilizzazione e mobilitazione in ricordo delle vittime delle mafie in Italia e nel mondo organizzata a partire dal 1996 dalla rete di associazioni antimafia Libera.
La data della manifestazione è il primo giorno di primavera (21 marzo), scelto in quanto “simboleggia sia la rinascita sia la vita“, sia l’inizio di un percorso di impegno e di speranza di “lungo periodo”. Nelle parole di Nando dalla Chiesa, uno dei principali studiosi del movimento dell’antimafia civile e sociale, essa è divenuta “nel tempo uno dei più grandi appuntamenti fissi scritti nell’agenda dell’Italia civile”.
Nel marzo del 2017, è stata riconosciuta dallo Stato Italiano (Legge 8 Marzo 2017, n. 20) come „Giornata nazionale della memoria e dell'impegno in ricordo delle vittime delle mafie“.

## Storia dell’evento

### Contesto storico
L’idea di una giornata che unisse la memoria e l’impegno in nome delle vittime innocenti delle mafie sorse attorno alla metà degli anni novanta del Novecento, al termine di una stagione di grandi sconvolgimenti politici e di eccezionale violenza criminale nella storia d’Italia. Per un verso, la fine della guerra fredda aveva provocato una crisi del sistema politico italiano postbellico, il quale finì travolto dalle indagini anti-corruzione avviate a Milano dal Pool di Mani Pulite. Per un altro e nello stesso periodo, la conferma definitiva in cassazione, nel 1992, della sentenza del primo maxiprocesso a Cosa Nostra in Sicilia scatenò una offensiva mafiosa senza precedenti, culminata negli attentati di Capaci e via D’Amelio in Sicilia e, sulla penisola, di via dei Georgofili a Firenze, via Palestro a Milano, San Giorgio al Velabro e San Giovanni Laterano a Roma. Mentre la crisi politica generava novità istituzionali e partitiche,[1] lo stragismo mafioso provocò una ferma e appassionata opposizione civile e sociale, la quale diede ulteriore impulso al movimento antimafia. In particolare i gravissimi episodi accaduti in Sicilia, a Capaci e in via d’Amelio a Palermo, portarono tra l’estate del 1994 e la primavera del 1995 alla nascita di una rete nazionale di associazioni,[2] cui fu dato il nome di “Libera. Associazioni, nomi e numeri contro le mafie”. Uno dei primi atti della neonata rete associativa fu concepire e proclamare per il 21 Marzo 1996 una giornata di memoria e impegno in ricordo delle vittime innocenti delle mafie

### Genesi dell’evento
Don Luigi Ciotti, fondatore di Libera e dall’inizio e sino a oggi presidente, attesta come gli impulsi originari a dedicare una giornata al ricordo dei nomi di tutte le vittime innocenti delle mafie siano stati suscitati dagli incontri con due madri di agenti di polizia assassinati da Cosa Nostra: Carmela Montinaro, madre di Antonio Montinaro, caposcorta del giudice Giovanni Falcone ucciso nell’attentato di Capaci, e Saveria Antiochia, madre di Roberto Antiochia, ucciso mentre era di scorta volontaria al commissario Ninni Cassarà. Nel primo caso, Don Ciotti ricorda che gli sedeva accanto durante una commemorazione ufficiale della strage di Capaci, quando a un certo punto Carmela Montinaro si strinse al suo braccio, confidandogli in lacrime il dolore di non vedere mai pronunciato in quelle occasioni il nome di suo figlio. Don Ciotti trasse da questa denuncia la duplice intuizione, da un lato, della nuova direzione da imprimere all’impegno sociale contro le mafie e, dall’altro, della continuità tra questa nuova strada e quella da lui stesso precedentemente percorsa con il Gruppo Abele di Torino: "all’improvviso mi fu chiaro che, come nella lotta alle droghe o all’emarginazione, anche nel contrasto alle mafie, si trattava di ripartire dall’ABC delle relazioni umane. Dall’ascolto delle persone e dal riconoscimento dei loro diritti“, a cominciare appunto da quello al nome: "quella donna aveva il diritto di pronunciare il nome di suo figlio, che invece nei vari interventi… era invariabilmente ricordato solo come uno dei ragazzi della scorta‘“.
Questo cammino incrociò quello autonomamente avviato da Saveria Antiochia, la quale dopo la morte del figlio aveva cominciato sui media, nelle scuole e anche in politica un’orgogliosa, energica e coraggiosa attività di denuncia, testimonianza e lotta contro le mafie. Con una adesione della prima ora alle attività di Libera, Saveria Antiochia contribuì in maniera decisiva a realizzare anche concretamente la prima edizione della Giornata, a motivare e organizzare il primo gruppo dei familiari, a implementare e verificare il primo elenco dei nomi delle vittime. Mentre, dunque, Carmela Montinaro aveva fatto prendere a tutti coscienza del diritto al nome, Saveria Antiochia incarnò esemplarmente dal punto di vista etico e pratico l’altro pilastro della Giornata del 21 Marzo: il nesso tra memoria e impegno.

## La manifestazione e i principi della Giornata del 21 Marzo
La “Giornata della memoria e dell’impegno” è una manifestazione che richiede mesi di programmazione, nelle scuole e nei gruppi associativi, nella rete territoriale di Libera e con i familiari delle vittime innocenti. Questo periodo di preparazione è fondamentale per la riflessione e formazione nelle scuole e nella rete associativa, per la condivisione del tema e la scelta dello “slogan” annuale che accompagnano il 21 marzo, e fanno parte di un percorso a tappe (chiamato “I cento passi verso il 21 marzo”) che porta alla Giornata, rendendola un momento unico, capace di stimolare un rinnovato impegno verso i tanti obiettivi che Libera si pone.
La Giornata è scandita da un corteo iniziale di circa 3 km per le vie della città, ogni anno diversa e da un momento culminante rappresentato dalla lettura pubblica e condivisa dell’elenco dei nomi delle vittime innocenti di tutte le mafie. Il corteo è aperto dai familiari delle vittime, che reggono lo striscione di promozione della Giornata, mentre la pubblica lettura dell’elenco è affidata a più voci, da quelle dei familiari a quelle di rappresentanti di associazioni e istituzioni impegnate nella lotta alle mafie. Tale elenco, che è il frutto di un costante lavoro di verifica e aggiornamento da parte dell’associazione Libera in collaborazione con i familiari delle vittime e tutti coloro che suggeriscono nuove storie di persone vittime, soddisfa due criteri essenziali. Il primo è la certezza sull’innocenza della vittima, mentre il secondo è l’esigenza di esprimere una memoria non selettiva: ciò significa che l’elenco include tutte le vittime innocenti delle mafie a prescindere dal ruolo ricoperto nella società, dagli incarichi svolti, dalla nazionalità, dal genere o dal credo religioso. Coerentemente con tale impostazione, che riconosce eguale dignità a ogni vittima innocente, la lettura dell’elenco avviene secondo un criterio puramente e rigorosamente cronologico.
I principi che trovano espressione in questo “rito laico” sono il diritto al nome e quindi il diritto al ricordo e il forte nesso di memoria e impegno. Il diritto al nome è da intendersi in senso non giuridico, ‘civilistico’, ma eminentemente etico ed esistenziale: “il nome è per tutti il primo attestato di esistenza; testimonia la nostra unicità di persone, l’importanza della nostra singola storia”. Attraverso il recupero dell’identità individuale e la ricostruzione della storia e del contesto delle singole vite, diviene possibile una memoria viva: si strappano le vittime innocenti delle mafie all’oblio, si riconosce loro dignità di persone e si conferisce al ricordo della persona da parte dei familiari un valore di speranza e un significato positivo, attivo, socialmente condiviso. "Restituiti al proprio nome e all’integrità della propria storia, i morti non sono (…) più poveri resti da compiangere, ma vite da custodire“, ossia da tutelare, onorare e narrare. Questa operazione di memoria si fa impegno nella misura in cui, per il suo tramite, “si sancisce il valore della vita, non strumento di potere ma bene da proteggere; si ricostruiscono pezzi importanti della storia del nostro Paese, strettamente unita alla vita di queste persone; si scorgono i legami con le nostre vite e la responsabilità che ci attende; si definisce un profilo etico verso il quale procedere; si dà corpo alla dimensione generativa del cambiamento, contenuta nell’impegno“.

## Le singole edizioni
Nel corso degli anni, la “Giornata della memoria e dell’impegno in ricordo delle vittime innocenti delle mafie” evolve notevolmente sotto tutti gli aspetti, mantenendo tuttavia inalterati lo svolgimento e i principi di base. In particolare, cresce in maniera esponenziale nei numeri, si differenzia e articola dal punto di vista organizzativo e si arricchisce di ulteriori momenti di incontro, approfondimento, testimonianza e sensibilizzazione.
Il lavoro di ricerca sulle vittime innocenti delle mafie permette di ampliare l’elenco dei nomi dai circa trecento della prima edizione agli oltre mille della ventiseiesima edizione. A cavallo tra gli anni novanta e gli anni duemila, si cominciano a sperimentare forme tangibili di testimonianza dell’utilità sociale della lotta alle mafie intrapresa dall’associazione Libera. Nella seconda edizione, tenutasi a Niscemi, viene inaugurato il primo parco giochi della cittadina siciliana: “Piazza 21 Marzo”, dono di Libera: la Giornata è dedicata quell’anno ai bambini, nel decimo anniversario della morte di Giuseppe Cutruneo e Rosario Montalto, due bambini di Niscemi di 8 e 11 anni, vittime innocenti delle mafie. Nella terza edizione, tenutasi a Reggio Calabria, viene presentata presso la scuola media “Diego Vitrioli” la “Guida all'applicazione della legge 109/1996 sull'uso sociale dei beni mafiosi'”. A Casarano, nel 2000, tutti i partecipanti ricevono in dono una confezione dell’olio extravergine d’oliva “Libera”, prodotto nelle terre confiscate a Bernardo Provenzano. A partire dagli anni duemila si cominciano a tenere anche seminari di approfondimento, talvolta, come per esempio nell’edizione di Torino del 2006, anche concerti. Dall’ottava edizione, tenutasi a Modena nel 2003, l’attenzione rivolta alla espansione delle mafie al di fuori dei confini del Mezzogiorno d’Italia porta la Giornata della Memoria e dell’Impegno anche in diverse città del Centro-Nord: accadrà a Torino nel 2006, a Milano nel 2010, a Genova nel 2012, a Firenze nel 2013, a Bologna nel 2015, a Padova nel 2019. Al più tardi dal 2006, il giorno prima della Giornata della Memoria e dell’Impegno si ritualizza l’incontro tra i familiari delle vittime. Eccezionale è, in tal senso, l’importanza delle vigilie della diciannovesima e della ventiduesima edizione: a Latina, nel 2014, Papa Francesco tiene una veglia di preghiera prima di incontrare i parenti delle vittime, mentre a Locri, nel 2017, a incontrarli è il presidente della Repubblica Sergio Mattarella.
Sul versante della partecipazione popolare, si passa dai circa cinquecento partecipanti della prima edizione agli oltre duecentomila della ventesima, tenutasi a Bologna nel 2015. Dall’edizione successiva, la ventunesima, alla manifestazione nazionale, che si tiene ogni anno in una città diversa, si affiancano, dapprima in Italia, quindi anche in Europa e nel mondo, un numero crescente (dell’ordine di diverse migliaia) di manifestazioni locali, in ciascuna delle quali viene ripetuto in simultanea il rito laico della lettura pubblica e condivisa dell’elenco dei nomi. Nell’anno della pandemia di COVID-19, la venticinquesima edizione, programmata a Palermo, viene spostata con successo su Internet e sui social media.
Elenco delle singole edizioni:
- 1996 · Roma
- 1997 · Niscemi (CL)
- 1998 · Reggio Calabria
- 1999 · Corleone (PA)
- 2000 · Casarano (LE)
- 2001 · Torre Annunziata (NA)
- 2002 · Nuoro
- 2003 · Modena
- 2004 · Gela (CL)
- 2005 · Roma
- 2006 · Torino
- 2007 · Polistena (RC)
- 2008 · Bari
- 2009 · Napoli
- 2010 · Milano
- 2011 · Potenza
- 2012 · Genova
- 2013 · Firenze
- 2014 · Latina
- 2015 · Bologna
- 2016 · Messina
- 2017 · Locri (RC)
- 2018 · Foggia
- 2019 · Padova
- 2020 · Internet[18]
- 2021 · Roma ed in altre città italiane[19]
- 2022 · Napoli
- 2023 · Milano[20]
- 2024 · Roma
- 2025 · Trapani